# Johann Carl Freiesleben

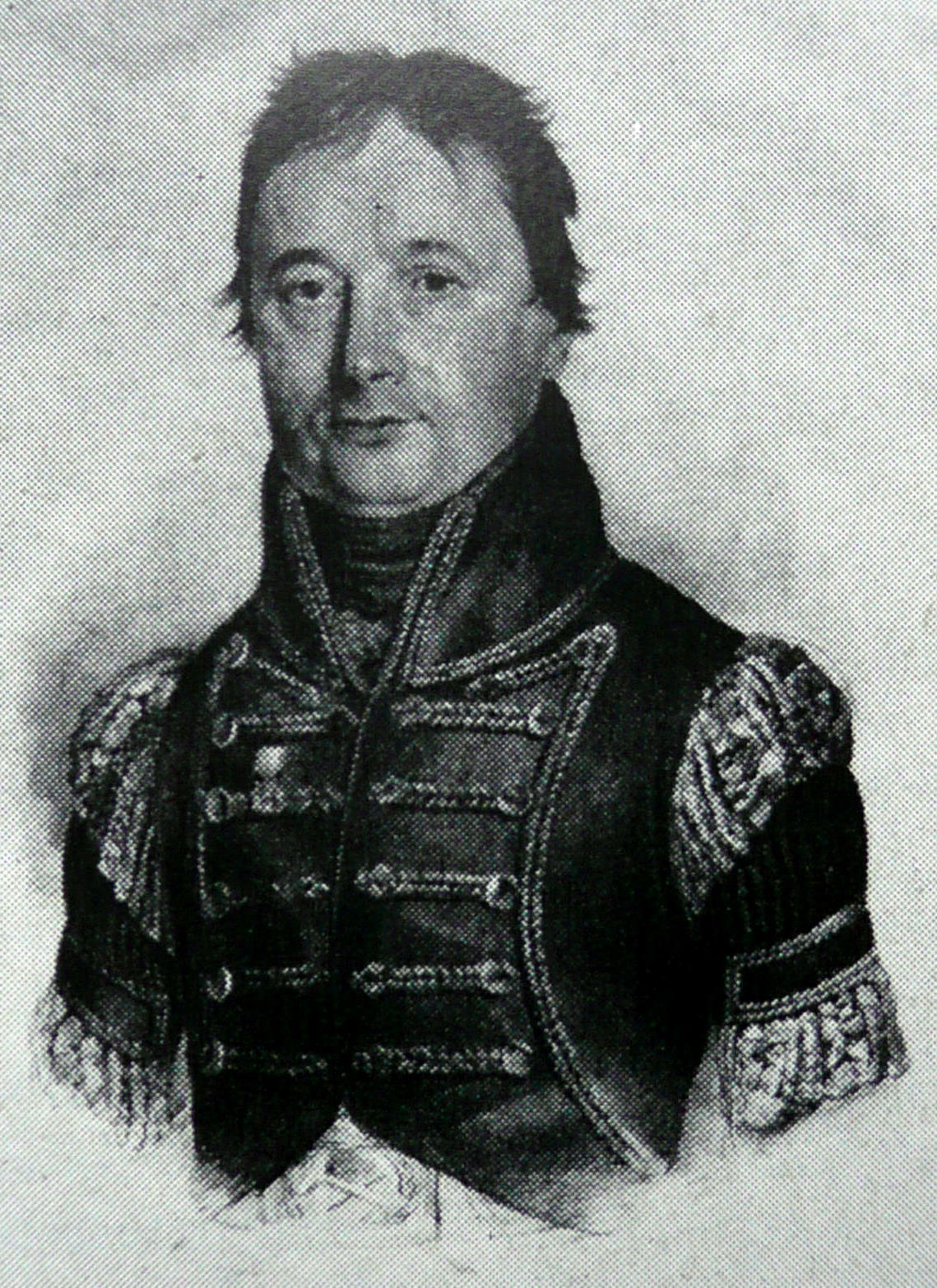
Johann Carl Freiesleben.

Johann Carl Freiesleben, född 14 juni 1774, död 20 mars 1846, var en tysk bergsman och geolog.
Freiesleben blev efter studier hos Abraham Gottlob Werner i Freiberg 1800 direktör för Mansfeldverken i Eisleben, 1808 bergsråd i Freiberg och 1838 Oberberghauptmann. Freiesleben var en produktiv författare och beskrev särskilt Harz samt kopparskiffern och gruvorna i Mansfeldtrakten.